# アレクサンドル・モソロフ
アレクサンドル・ヴァシリエヴィチ・モソロフ（ロシア語: Алекса́ндр Васи́льевич Мосоло́в、1900年8月11日 - 1973年7月12日）は、20世紀のソビエト連邦の作曲家である。ロシア・アヴァンギャルド音楽の重要人物の一人として国際的に知られている。

## 生涯
モソロフは1900年8月11日、キエフに生まれた。父親は弁護士であったが5歳の時に死去。母親はボリショイ劇場の歌手であり、後に画家と再婚したため、モソロフは幼少期から音楽と絵画の両方に親しむ機会を得た。
ロシア革命期には人民委員の事務所に勤務し、この時期にレーニンと個人的な接触を持ったとされる。その後、赤軍兵士としてポーランドやウクライナの戦線に赴き、負傷とシェルショックを経験した。
1922年、モスクワ音楽院に入学し、レインゴリト・グリエールとニコライ・ミャスコフスキーに師事。1925年に同音楽院を卒業した。卒業後、現代音楽協会（ACM）の室内楽部長を務め、その後は放送局で音楽編成を担当した。

## 主要作品と評価
モソロフの作品は、しばしば破壊主義や機械崇拝を音楽的に表現するものとして言及される。特に、バレエ音楽「鉄鋼」（1927年）から抜粋された管弦楽曲「鉄工場（ザヴォート）」（1928年）は、その機械的で力強い表現によって世界的に演奏され、彼の代表作となった。この作品はソビエト・アヴァンギャルド音楽の象徴的な存在として高く評価された。

## 弾圧と晩年
しかし、モソロフの経歴はソビエト体制下での厳しい弾圧に見舞われた。彼はロシア・プロレタリア音楽家同盟からの執拗な攻撃を受け、作曲家同盟を追放される。1936年には「泥酔の揚句の暴力沙汰」を理由に中央からも追放された。これに先立ち、彼は「自分は忠実なソ連国民であるのに、何の落ち度もないのに、ならず者になってしまった」とスターリンに濡れ衣を訴え出たとされる。
追放後、モソロフは民謡の研究と採譜のため、アルメニア、キルギス、トルクメン、ダゲスタンといった地域に派遣された。この時期にトルクメン語による「スターリン賛歌」も作曲している。しかし、1937年には「反ソビエトのプロパガンダ」を理由に逮捕され、8年間にわたり白海運河建設現場での強制労働に送られた。
グリエールとミャスコフスキーの尽力により、多数の犠牲者を出したとされる白海運河から奇跡的に生還したが、健康を大きく損なっていた。その後はモスクワで民謡に基づく作曲活動を続け、1973年に死去するまで創作を続けた。しかし、彼の作品の上演は当局によってほとんど拒否され、その才能が十分に発揮されることはなかった。最後の大作は1965年の『交響曲第5番』である。
モソロフが公式に復権するのは、その死後まもなくのことであった。彼の遺体はモスクワのヴェデンスコエ墓地に埋葬されている。
モソロフの初期作品の多くは、当局によって廃棄されたか、廃棄を強要されたと見られており、その全貌は現在も不明な点が多い。

## 主要作品一覧
舞台音楽
- バレエ「鋼鉄」
- 室内オペラ「英雄」（Герой、1928年）
- オペラ「弾幕」（Плотина、1929年-1930年）
- オペラ「信号」（Сигнал、1941年）
- オペラ「仮面舞踏会」（Маскарад、1944年ごろ）

管弦楽曲
- 交響曲（全5曲）
- ピアノ協奏曲第1番 作品14（1927年）
- 交響的エピソード「鉄工場」 作品19
- 組曲「兵士の歌」（全3曲、民族楽器オーケストラのための作品）

ピアノ曲
- ピアノ・ソナタ（5曲、うち1曲（第3番）紛失）
- 2つのダンス
- トルクメンの夜

声楽曲
- 3つの子供の歌 作品18（1926年）
- 4つの新聞記事 作品21（1926年）
- 8つの合唱曲集「前線の道」
- 9つの合唱曲集「コルホーズの草原」